# Juan Fernández Cañas
Juan Fernández Cañas (lloc i data indeterminats – Almuñécar, 6 de març de 1815), més conegut com «el alcalde de Otívar» o «tío Caridad», fou un guerriller de la Guerra del Francès de la localitat granadina d'Otívar.

## Biografia
Va formar una partida guerrillera que va executar accions, entre els anys 1810 i 1812, contra l'exèrcit invasor del general Sebastiani i contra qui el recolzaven, a La Alpujarra, Valle de Lecrín, serres de Cázulas i de la Almijara, costa d'Almuñécar, La Herradura i Nerja, estenent les seves incursions fins a Màlaga i Almeria.
En el desallotjament d'El Padul va resultar greument ferit, donant-lo per mort alguns dels seus homes, que es van dissoldre. No obstant això, amagat més d'un mes en una cova de Lentegí, va aconseguir sanar i refer la seva partida.
El comte de Toreno el va citar en la seva «Historia del levantamiento, Guerra y Revolución de España», obra editada per primera vegada en 1835, i les seves gestes van quedar relatades pel mateix alcalde en dos toms manuscrits en els que el militar i historiador espanyol José Gómez de Arteche va basar el relat «El alcalde de Otívar» publicat en la segona sèrie de Nieblas de la historia patria en 1876. Els manuscrits van ser examinats per l'historiador granadí Lafuente Alcántara, i Pedro Antonio de Alarcón els cita en la seva obra La Alpujarra, recomanant la seva adquisició i publicació per part de la Reial Acadèmia de la Història. En l'actualitat es desconeix el parador de tots dos toms, que van ser regalats per un descendent del capdavanter guerriller a Natalio Rivas Santiago, qui va donar un d'ells a Antonio Cánovas del Castillo. El seu contingut, història i peripècies van quedar narrats àmpliament en el discurs d'entrada en la Reial Acadèmia de la Història de qui fou el seu posseïdor, l'advocat i polític d'Albuñol Natalio Rivas Santiago, on es troba la informació més àmplia disponible fins al moment sobre aquest personatge de la Guerra del Francès.
En 2010, l'investigador i historiador d'Almeria Emilio García Campra va trobar entre els fons contemporanis de l'Arxiu Històric Nacional una còpia autèntica de la Relación de acciones dadas a los franceses por mí el Coronel D. Juan Fernández, alias el Alcalde de Otíbar, desde el 25 de mayo de 1810 hasta el 17 de abril de 1812, és a dir, gran part del material que s'havia perdut a la fi del segle xix. Aquest i altres documents relacionats, amb un estudi preliminar del mateix historiador, van ser publicats en un llibre editat per l'Ajuntament de Otívar sota el títol Juan Fernández Cañas, «el tío Caridad»: el alcalde de Otívar según sus documentos en 2011.